# (4753) Phidias
(4753) Phidias ist ein Asteroid des Hauptgürtels, der am 16. Oktober 1977 vom Forscherteam Cornelis Johannes van Houten und Tom Gehrels im Rahmen des Palomar-Leiden-Surveys entdeckt wurde.
Der Asteroid ist nach dem griechischen Bildhauer Phidias benannt.